# Col de Manse
Le col de Manse, situé à 1 269 mètres d'altitude, est le principal point de communication entre le bassin de Gap et le haut Champsaur.

## Toponymie
Manse est le nom d'un hameau de la commune de Forest-Saint-Julien, qui se trouve sur le versant nord du col.

## Géographie
Le col de Manse a pour voisins à l'ouest le col Bayard (1 250 m d'altitude), dont il est séparé par le plateau de Bayard (1 331 m d'altitude), et à l'est le col de Moissière (1 571 m) d'altitude, dont il est séparé par le puy de Manse (1 637 m d'altitude).
Le col de Manse est largement ouvert, et ses abords dégagés. De ce fait, il est facilement enneigé en hiver.
Le col est franchi par la route départementale 944 reliant Gap à Orcières, récemment réaménagée. Peu après le col, la D 544 croise la départementale 14 qui monte de Saint-Laurent-du-Cros et redescend au sud vers la Bâtie-Neuve selon un tracé particulièrement difficile dans les terrains de marnes très friables. Au même carrefour une route (D 13) se détache vers Ancelle. Il existe un projet de construction d'une autoroute reliant Gap à Grenoble, qui passerait probablement par le col de Manse.

## Histoire
Le col de Manse a de tout temps été un passage entre le bassin de Gap et le haut-Champsaur. Bien qu'il n'existe aucune preuve de la présence d'une voie romaine reliant Embrun à Grenoble par le Champsaur, il semble avéré que les Romains franchissaient usuellement le col de Manse. Un chemin dit « voie romaine » existe sur le versant nord du col ; d'autre part l'historien Joseph Roman situe à Manse-Vieille, à proximité immédiate du col, Ictodurum, une mutatio de la via Domitia reliant Embrun à Gap ; le site  de la commune de la Bâtie-Neuve la situe un peu plus au sud, au lieudit Montreviol (=Monstrat-viola ?). Il pourrait s'agir plutôt d'un des multiples chemins secondaires qui existaient alors autour des voies romaines.

## Curiosités
- Au col se trouve un « refuge Napoléon » : c'était l'un des six refuges construits grâce à une dotation de Napoléon Ier faite en reconnaissance de l'accueil enthousiaste que les Gapençais et les Champsaurains lui avaient fait lors de son retour de l'Île d'Elbe ; construit sous Napoléon III, il a été entièrement restauré, et sa présence rappelle toujours cet épisode historique[4].
- Au sud-est du col se trouve une colline dont le versant sud est à pic au-dessus du bassin de Gap, et dont le profil particulier lui a valu le nom de « chapeau de Napoléon » (altitude 1 412 mètres, accès à pied depuis la D14).
- À proximité du col, on peut retrouver la trace de ce qui devait être le chemin de fer de Gap à Corps : la plateforme fut construite de part et d'autre du col entre 1910 et 1930, mais les voies ne furent jamais posées, et le projet finalement abandonné. La plateforme de la ligne peut encore être parcourue à pied ou à VTT de la sortie de Gap au col de Manse, puis au nord sur la commune de Forest-Saint-Julien.
- Le canal de Gap passe sous le col par un tunnel de 3,6 km, depuis le vallon du ruisseau d'Ancelle qu'il a traversé par un aqueduc jusqu'au réservoir des Jaussauds au-dessus de Gap.

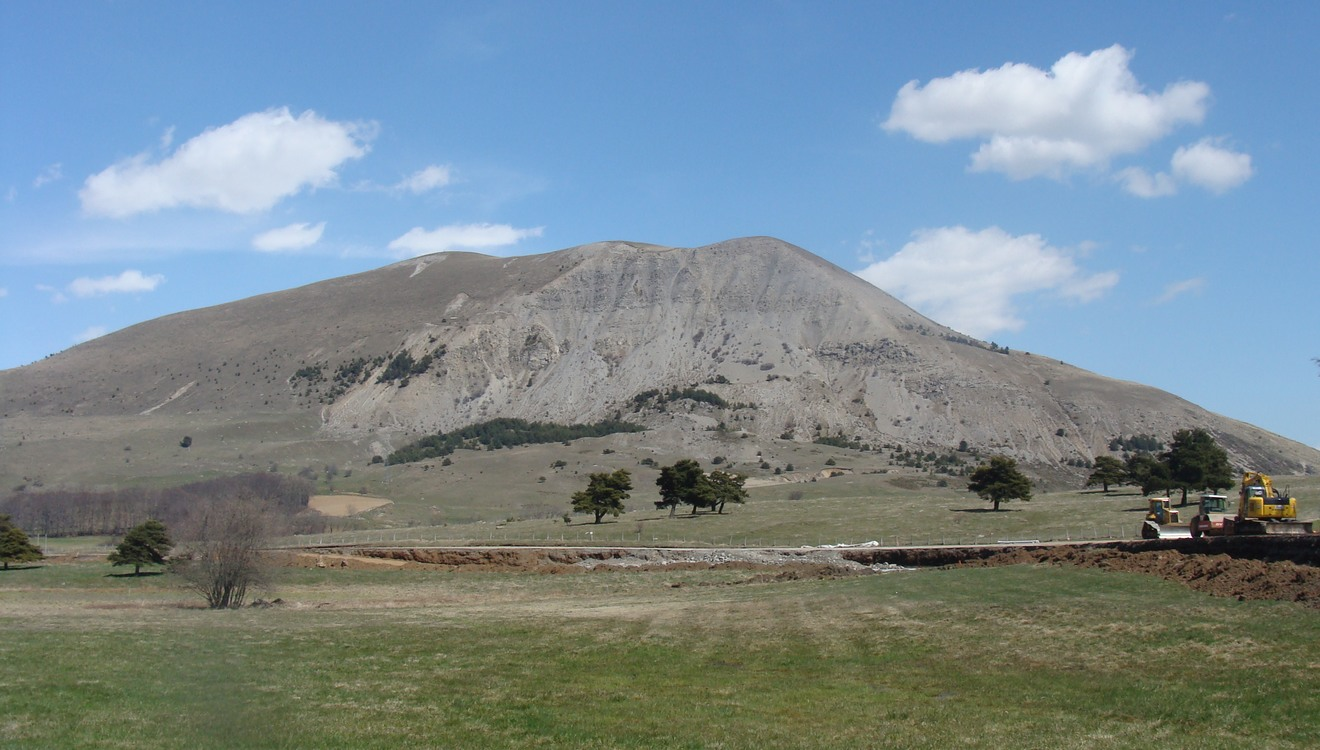
Le Puy de Manse vu du col
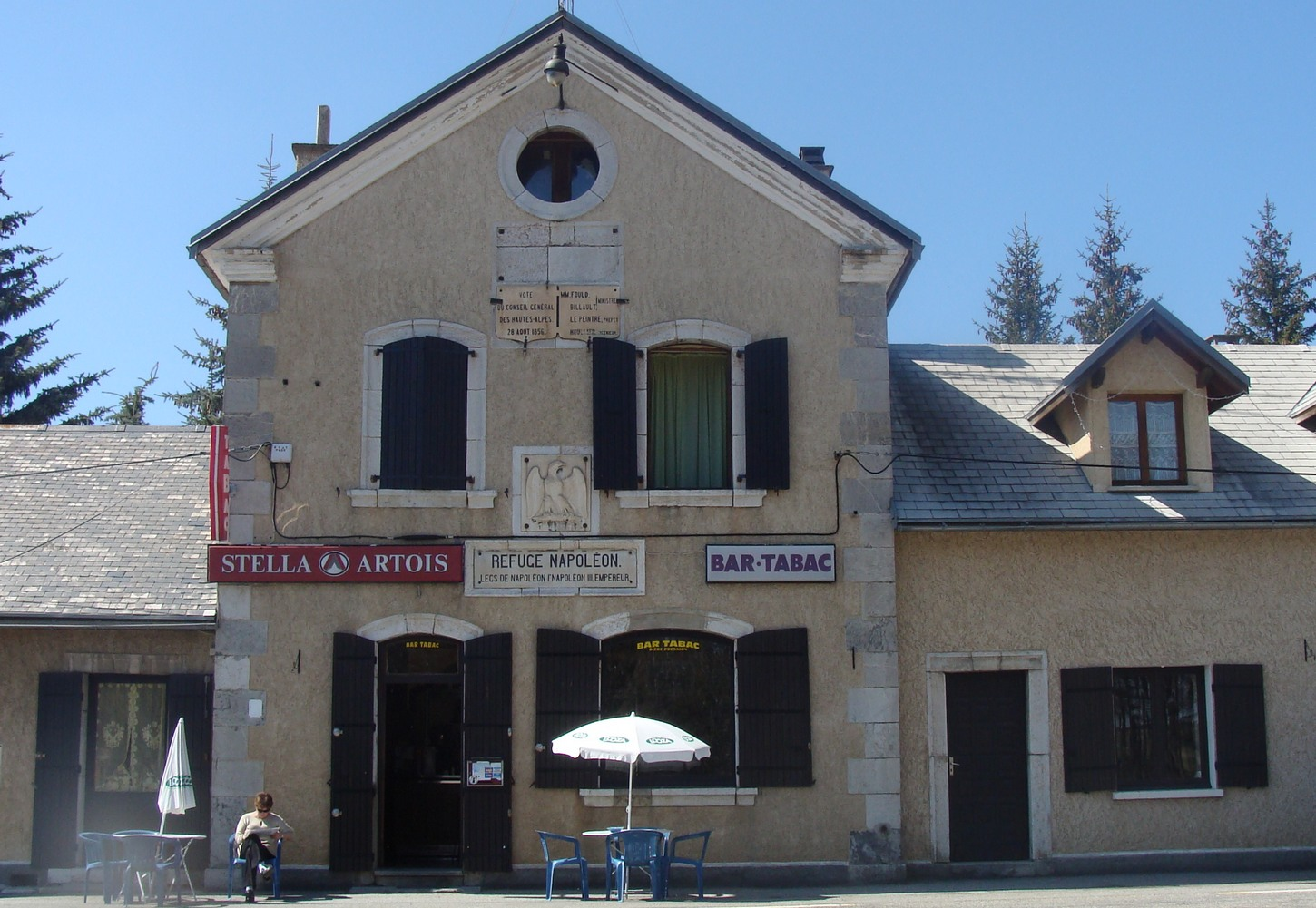
Le refuge Napoléon du col de Manse
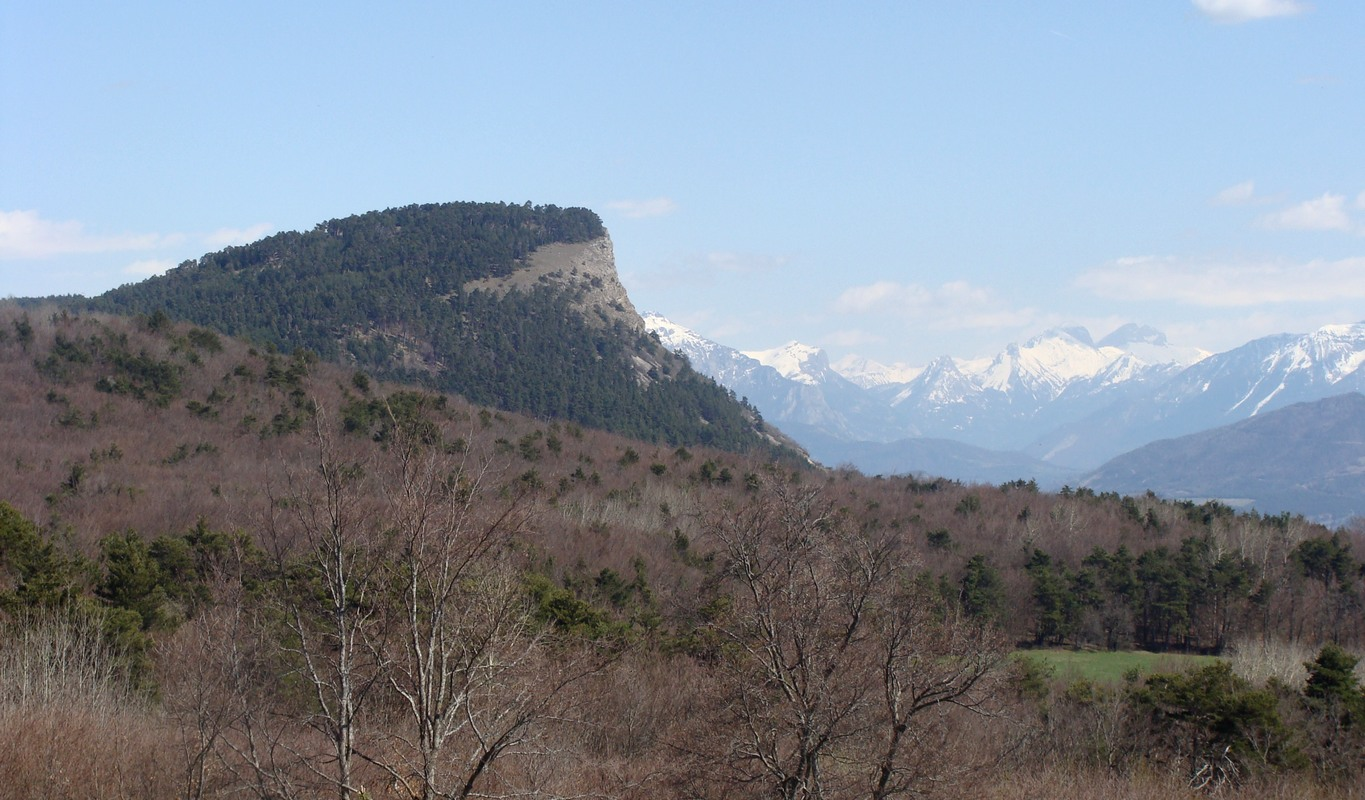
Le « chapeau de Napoléon »
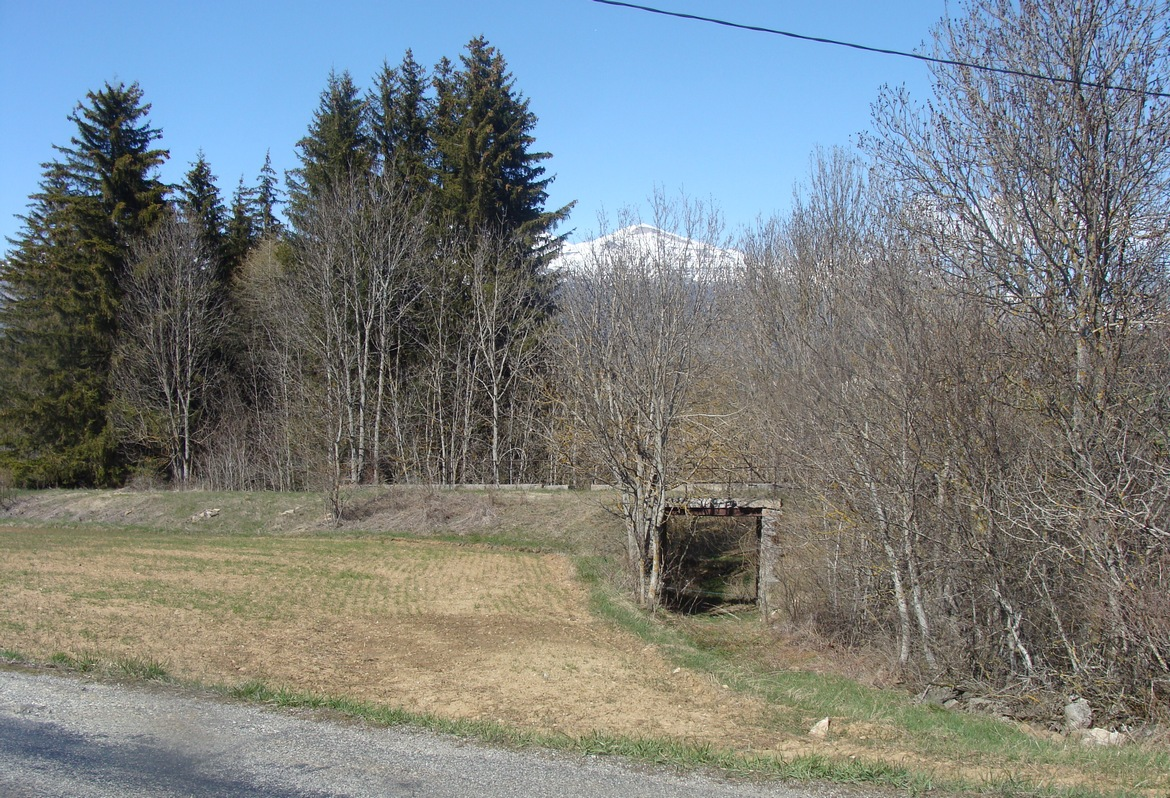
La plateforme du chemin de fer du Champsaur à proximité du col de Manse

## Activités

### Cyclisme
Le Tour de France a emprunté ce col en Tour de France 1972, d'abord lors de la 12e étape entre Carpentras et Orcières-Merlette, avec un passage en tête du Portugais Joaquim Agostinho, puis lors de la 13e étape entre Orcières-Merlette et Briançon, franchi en première position par le Néerlandais Rik Van Linden. Lors de la 15e étape du Tour de France 1989 entre Gap et Orcières-Merlette, le Néerlandais Steven Rooks passe en tête. Lors de la 16e étape du Tour de France 2011 entre Saint-Paul-Trois-Châteaux et Gap, le Canadien Ryder Hesjedal franchit le col en première position. Lors du Tour de France 2013, il est franchi à deux reprises, lors des 16e et 18e étapes, avec des passages en tête respectifs du Portugais Rui Costa puis à nouveau Ryder Hesjedal. Le col a été franchi lors de la 16e étape du Tour de France 2015 reliant Bourg-de-Péage à Gap et a été classé en deuxième catégorie ; l'Espagnol Rubén Plaza est passé en tête. En 2024, Oier Lazkano passe en tête au col à l'occasion de la 18e étape reliant Gap à Barcelonnette, alors que la montée s'effectue depuis Saint-Bonnet-en-Champsaur et est classée en 3e catégorie.
C'est dans la descente de ce col lors du Tour de France 2003 que Lance Armstrong a coupé à travers champs à la suite d'une grave chute de Joseba Beloki qui roulait juste devant lui.

### Compétition automobile
Le col est un lieu de passage assez régulier d'une épreuve spéciale du rallye Monte-Carlo. Il s'agit généralement d'une spéciale assez rapide, car large.

## Une légende locale
En l'an 595, Arey, évêque de Gap, fit un voyage à Rome. À son retour, son charroi fut attaqué par un ours alors qu'il gravissait le col de Manse. Un des bœufs de l'attelage fut tué. Arey s'avança vers l'ours, et lui intima l'ordre de remplacer le bœuf sous le joug. L'animal se plia à l'autorité du saint homme, et lui permit de rentrer à Gap dans un attelage plutôt original. Une fois arrivé, l'évêque, reconnaissant, libéra l'ours, qui partit se réfugier dans les bois sous le col de Manse, où il ne fit plus parler de lui. Le bois de l'Ours est signalé sur la petite route de Serre-Richard (commune de Saint-Laurent-du-Cros) à Manse.